# Jessica Teusl
Jessica Teusl (* 1990 in Wiener Neustadt) ist eine österreichische Pokerspielerin. Sie siegte von 2017 bis 2019 dreimal bei der Frauen-Europameisterschaft im Poker und kürte sich 2022 bei der World Series of Poker mit dem Gewinn der Ladies Championship zur Weltmeisterin.

## Persönliches
Teusl studierte an der Fachhochschule Wiener Neustadt sowie Privatuniversität Schloss Seeburg und schloss mit dem Master ab. Sie ist mit dem Pokerspieler Stefan Lehner liiert.

## Pokerkarriere
Ihre erste Geldplatzierung bei einem Live-Pokerturnier erzielte Teusl Ende Juli 2017 bei der Poker-Europameisterschaft in Velden am Wörther See. Dort gewann sie die Ladies European Poker Championship und kürte sich damit zur ersten Europameisterin im Poker. Die Österreicherin setzte sich gegen ein 51-köpfiges Teilnehmerfeld durch und erhielt eine Siegprämie von 3340 Euro. Auch im Jahr darauf entschied sie das Turnier für sich, verteidigte damit ihren Titel und sicherte sich den Hauptpreis von 4540 Euro. Mitte Oktober 2018 kam Teusl erstmals bei einem Turnier der World Series of Poker (WSOP) auf die bezahlten Plätze und erreichte dies bei der World Series of Poker Europe im King’s Resort in Rozvadov bei einem Event der Variante Pot Limit Omaha. Im Casino in Innsbruck belegte sie Ende November 2018 bei einem High Roller den mit 20.000 Euro dotierten dritten Platz. Mitte Juli 2019 siegte die Österreicherin auch bei der dritten Ausgabe der Frauen-Europameisterschaft in Velden, wofür sie knapp 4500 Euro erhielt. Bei der Casinos Austria Poker Tour in Seefeld in Tirol gewann sie im Jänner 2020 das Snow Festival mit einer Siegprämie von mehr als 25.000 Euro und erreichte auch beim Main Event der Turnierserie die bezahlten Plätze. Als aufgrund der COVID-19-Pandemie die World Series of Poker Online in den Jahren 2020 und 2021 jeweils beim Onlinepokerraum GGPoker ausgespielt worden war, erzielte Teusl dort unter ihrem echten Namen insgesamt 14 Geldplatzierungen. Im Juni 2022 war sie erstmals bei der WSOP-Hauptturnierserie im Bally’s Las Vegas und Paris Las Vegas in Paradise am Las Vegas Strip erfolgreich und erreichte beim Monster Stack den Finaltisch. Diesen beendete sie als Achte und erhielt erstmals ein sechsstelliges Preisgeld von über 120.000 US-Dollar. Rund zweieinhalb Wochen nach diesem Erfolg entschied Teusl die Ladies Championship der Turnierserie für sich und sicherte sich neben dem Bracelet als Pokerweltmeisterin den Hauptpreis von mehr als 165.000 US-Dollar.
Insgesamt hat sich Teusl mit Poker bei Live-Turnieren mehr als 980.000 US-Dollar erspielt. Damit ist sie die erfolgreichste weibliche Spielerin aus Österreich und nach Sandra Naujoks die zweiterfolgreichste deutschsprachige Spielerin. Mittlerweile gehört Teusl zu den besten & erfolgreichsten Pokerspielerinnen der Welt.